# Фотоплетизмограм
Фотоплетизмограм (ФПГ) је оптички добијен сигнал (плетизмограм) који се може користити за откривање промена запремине крви у микроваскуларном слоју ткива. ФПГ се најчешће добија коришћењем пулсног оксиметра који осветљава кожу и мери промене у апсорпцији светлости. Тако нпр. конвенционални пулсни оксиметар прати перфузију крви у дермису и поткожном ткиву коже, након што са сваким срчаним циклусом срце пумпа крв на периферију. Иако је овај пулс притиска донекле пригушен до тренутка када стигне до коже, довољан је да растегне артерије и артериоле у поткожном ткиву. Ако је пулсни оксиметар причвршћен без компресије коже, пулс притиска се такође може видети из венског плексуса, као мали секундарни врх.
Промена запремине изазвана пулсом притиска се детектује тако што се након осветљавања коже светлошћу из светлеће диоде (ЛЕД),  мери количина светлости која се преноси или одбија до фотодиоде. Сваки срчани циклус се појављује као врх,  што се види на плетизмограму. Пошто проток крви кроз кожу може да се модулише помоћу више других физиолошких система, ФПГ се такође може користити за праћење дисања, хиповолемије и других стања циркулације. Поред тога,  таласни облик ФПГ се разликује од субјекта до субјекта и варира у зависности од локације и начина на који је пулсни оксиметар причвршћен.
Иако су ФПГ сензори у уобичајеној употреби у бројним комерцијалним и клиничким апликацијама, тачни механизми који одређују таласни облик ПФГ још нису у потпуности схваћени.

## Метода
Фотоплетизмограм  је сигнал који настаје резултат локалних варијација запремине крви у ткивима. Он одражава периферни пулсни талас модулиран срчаном активношћу, дисањем и другим физиолошким ефектима. Овај сигнал се детектује преко оптичких уређаја постављених као претварач фиксиран на васкуларном путу, у коме се светлост преноси помоћу ЛЕД диода у црвеним и/или инфрацрвеним таласним дужинама, а рефлектована или преношена светла се детектују преко фотодиода или фототранзистора. Овај сигнал се затим појачава и обрађује да би се обезбедио жељени излаз: ФПГ сигнал. 
У ствари, развијени су различити приступи како би се анализирао ФПГ сигнал и одредили индекси који се користе у процени ових виталних физиолошких параметара. Као на пример, 
- време пролаза пулса  дефинисано као временско трајање од референтне тачке времена, да талас пулсног притиска путује до било које одређене тачке на периферији која се користи за процену промена крвног притиска, откуцаја срца и усклађености зидова артерија.

- варијације амплитуде, нагиба или трајања ФПГ  за процену засићености крви кисеоником, артеријске болести и старења и процену крутости артерија.

ФПГ се примењује за откривање и процену различитих виталних физиолошких параметара у различитим ситуацијама које се могу класификовати као: 
- Праћење клиничких физиолошких параметара као што су: засићеност крви кисеоником, број откуцаја срца, дисање и минутни волумен, крвни притисак.

- Васкуларна процена као што је артеријска усклађеност, артеријска болест и старење, процена вена, вазо-спастична стања, ендотелна функција

- Процена аутономне функције као што су: терморегулација и вазомоторна функција, ортостатска интолеранција, варијабилност крвног притиска и срчане фреквенције, неурологија и даље процене кардиоваскуларне варијабилности као што је укоченост артерија.

## Примена
Најчешће области примене ФПГ су:

### Праћење откуцаја срца и срчаног циклуса
Пошто је кожа богато прокрвљена, релативно је лако открити пулсирајућу компоненту срчаног циклуса. ДЦ компонента сигнала се може приписати великој апсорпцији кожног ткива, док се АЦ компонента директно може приписати варијацији запремине крви у кожи узрокованој пулсним притиском срчаног циклуса.
Висина АЦ компоненте фотоплетизмограма је пропорционална пулсном притиску, разлици између систолног и дијастолног притиска у артеријама. Као што се види на слици преурањене вентрикуларне контракције (ПВЦ), ФПГ пулс за срчани циклус са ПВЦ доводи до ниже амплитуде крвног притиска. 
Такође се ФПГ могу открити вентрикуларна тахикардија и вентрикуларна фибрилација.

### Праћење дисања
Дисање утиче на срчани циклус варирањем интраплеуралног притиска, притиска између зида грудног коша и плућа. Пошто се срце налази у грудној шупљини између плућа, парцијални притисак удисаја и издисаја у великој мери утиче на притисак на шупљу вену и пуњење десне преткомора.
Током удисаја, интраплеурални притисак се смањује за до 4 мм Хг, што растерећује десну преткомору, омогућавајући брже пуњење из шупље вене, повећавајући вентрикуларно предоптерећење, али и смањујући ударни волумен. Насупрот томе, током издисаја, срце је компримирано, смањујући срчану ефикасност и повећавајући ударни волумен. Када се учесталост и дубина дисања повећава, венски повратак се повећава, што доводи до повећаног минутног волумена срца.
Многа истраживања су се фокусирала на процену брзине дисања на основу фотоплетизмограма, као и на детаљнија респираторна мерења као што је време удисаја.

### Праћење дубине анестезије
Анестезиолози често морају субјективно да процене да ли је пацијент довољно анестезиран за операцију. Као што се види на слици, ако пацијент није довољно анестезиран, одговор симпатичког нервног система на рез може изазвати тренутни одговор у амплитуди ФПГ.

### Праћење хипо  и хиперволемије
Шамир, Ејделман и сарадници који су проучавали интеракцију између инспирације и умањења за 10% запремине крви пацијенту у циљу прикупљање крви пре операције, открили су да се губитак крви може уочити и на фотоплетизмограму  пулсног оксиметра и артеријског катетера. Пацијенти су показали смањење амплитуде срчаног пулса узроковано смањеним предоптерећењем срца током издисаја када се срце компресује.

### Праћење крвног притиска
ФДА је дала одобрење за примену апарат за мерење крвног притиска без манжетне, који је заснован на фотоплетизмографији у августу 2019. године.